# Lunain
Le Lunain est une rivière française, affluent du Loing et donc sous-affluent de la Seine, coulant dans les départements de l'Yonne et de Seine-et-Marne.

## Géographie
La longueur de son cours d'eau est de 51,4 km.
Il prend sa source à l'ouest de Égriselles-le-Bocage dans l'Yonne et se jette en rive droite dans le Loing à Moret-Loing-et-Orvanne, en Seine-et-Marne.

## Communes traversées
Dans l'Yonne
Égriselles-le-Bocage ~ Vernoy ~ Courtoin ~ La Belliole ~ Saint-Valérien ~ Montacher-Villegardin ~ Chéroy.

Le Lunain dans l'Yonne
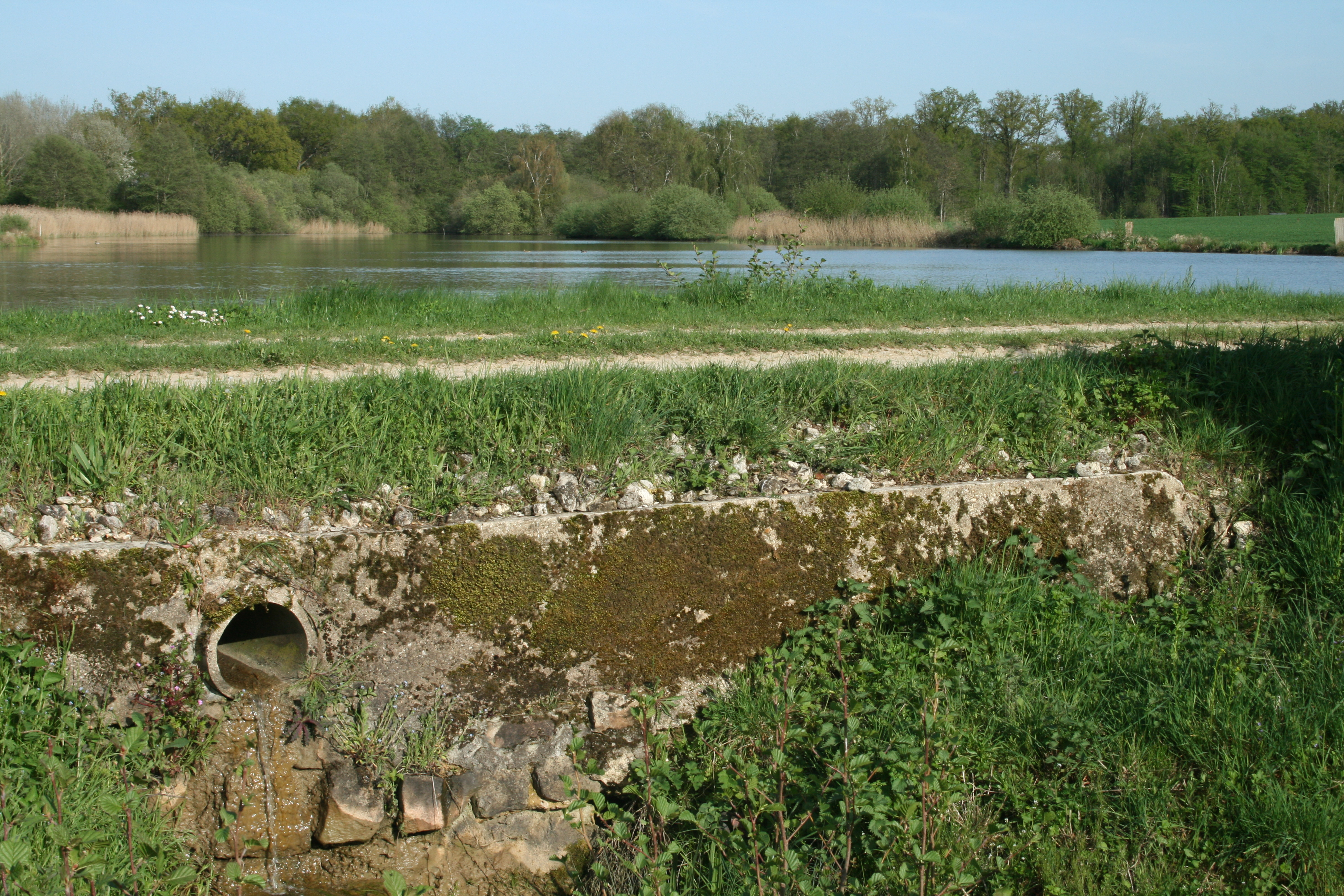
Très proche de la source du Lunain, sur la D 24 entre Courtoin et Égriselles-le-Bocage, au lieu-dit Le Batardeau, Yonne.
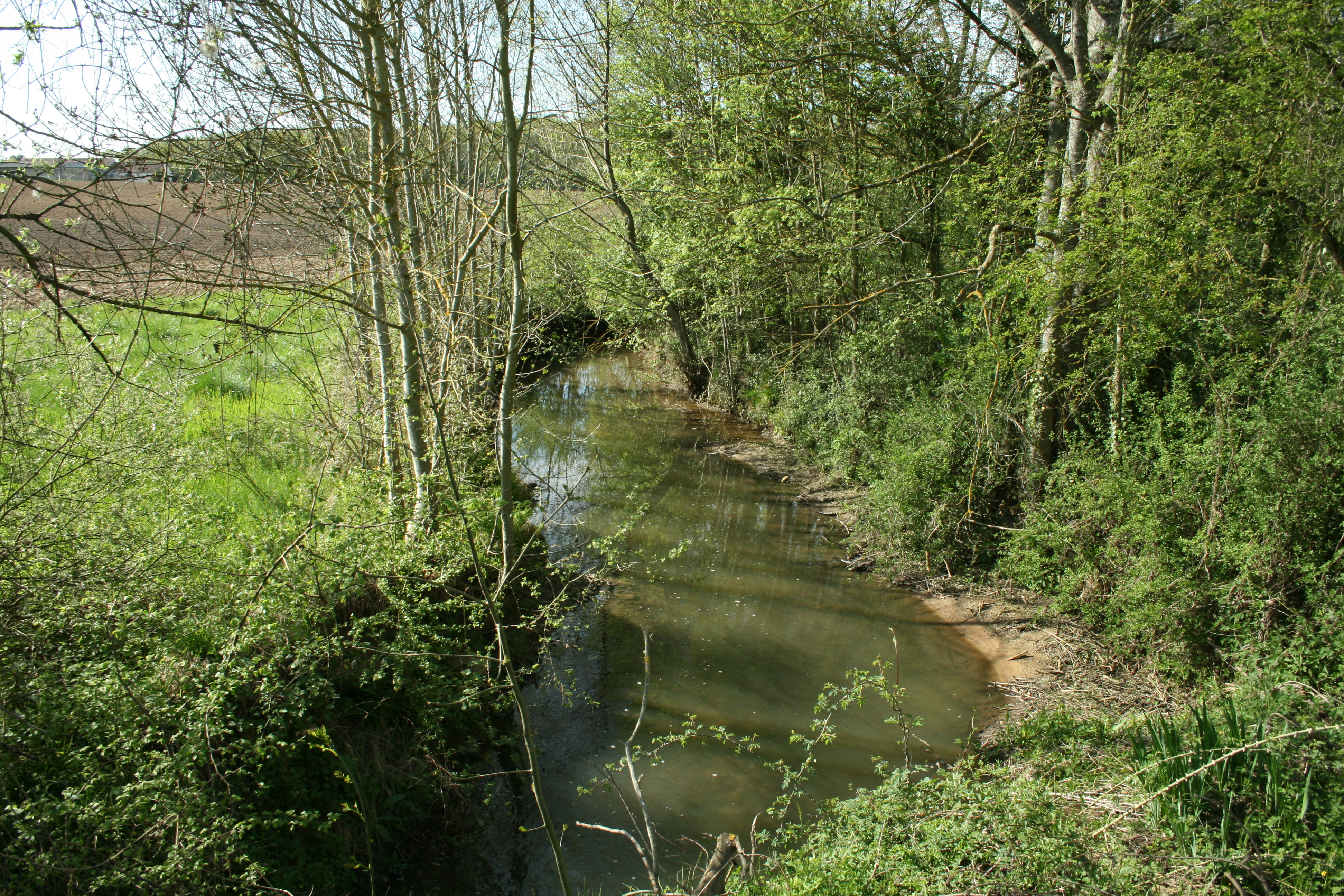
Le Lunain près de La Belliole, Yonne.
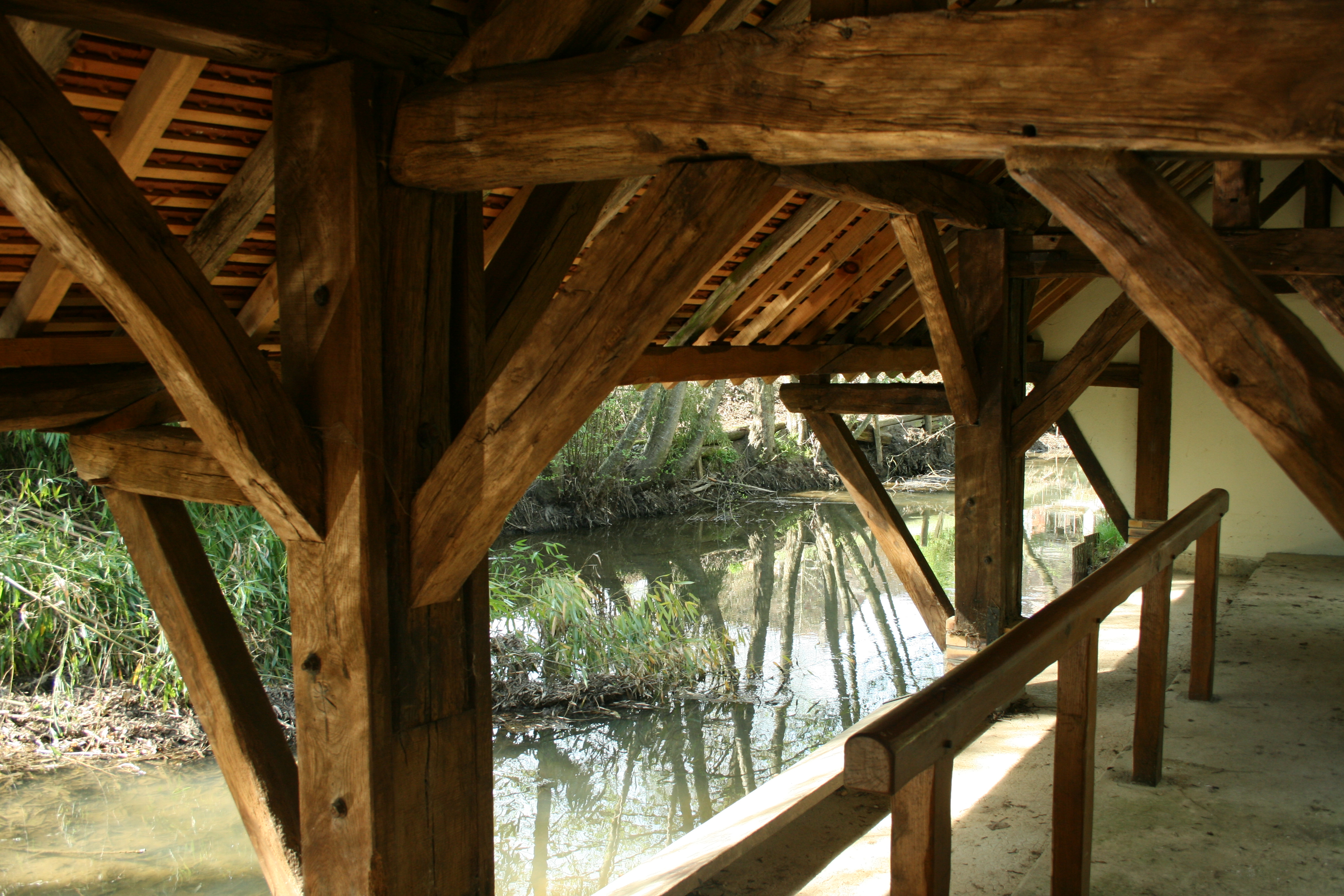
Le Lunain depuis l'intérieur du lavoir de Montacher-Villegardin, Yonne.
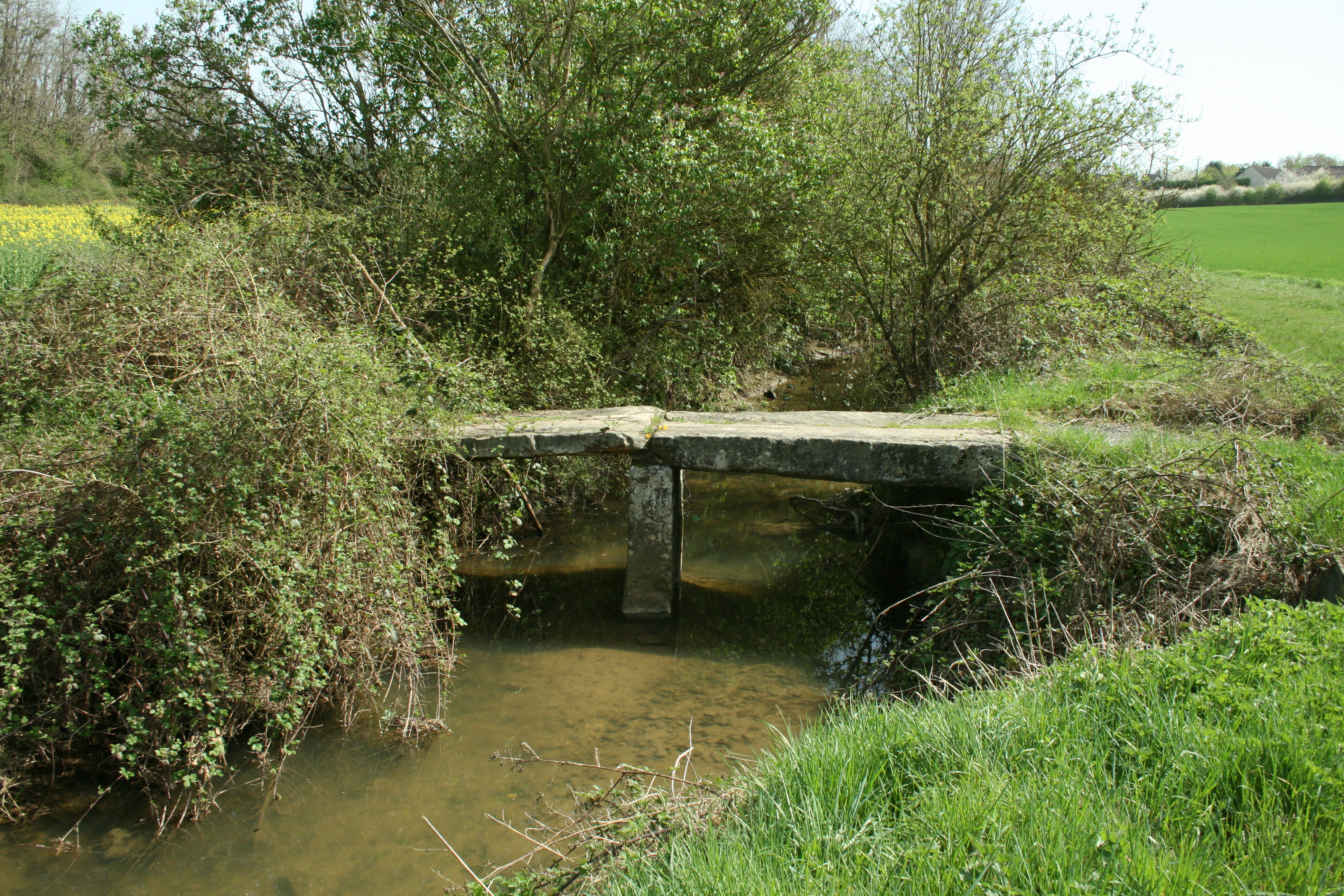
Le Lunain près du village de Chéroy, Yonne.

En Seine-et-Marne
Blennes ~ Chevry-en-Sereine ~ Vaux-sur-Lunain ~ Lorrez-le-Bocage-Préaux ~ Paley ~ Nanteau-sur-Lunain ~ Treuzy-Levelay ~ Nonville ~ Villemer ~ La Genevraye ~ Moret-Loing-et-Orvanne.

Le Lunain en Seine-et-Marne
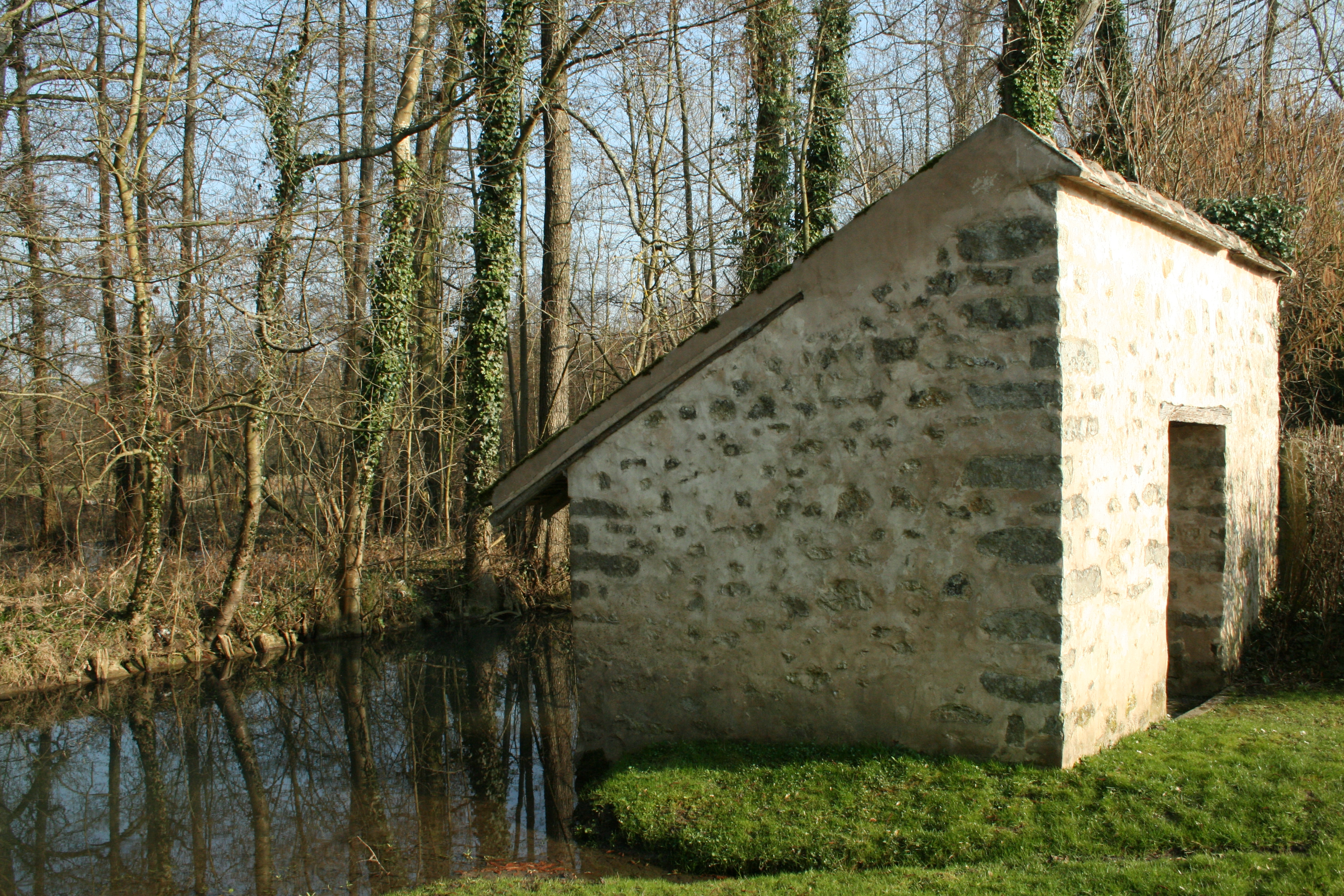
Le Lunain traversant le hameau de Launoy, sur Blennes.
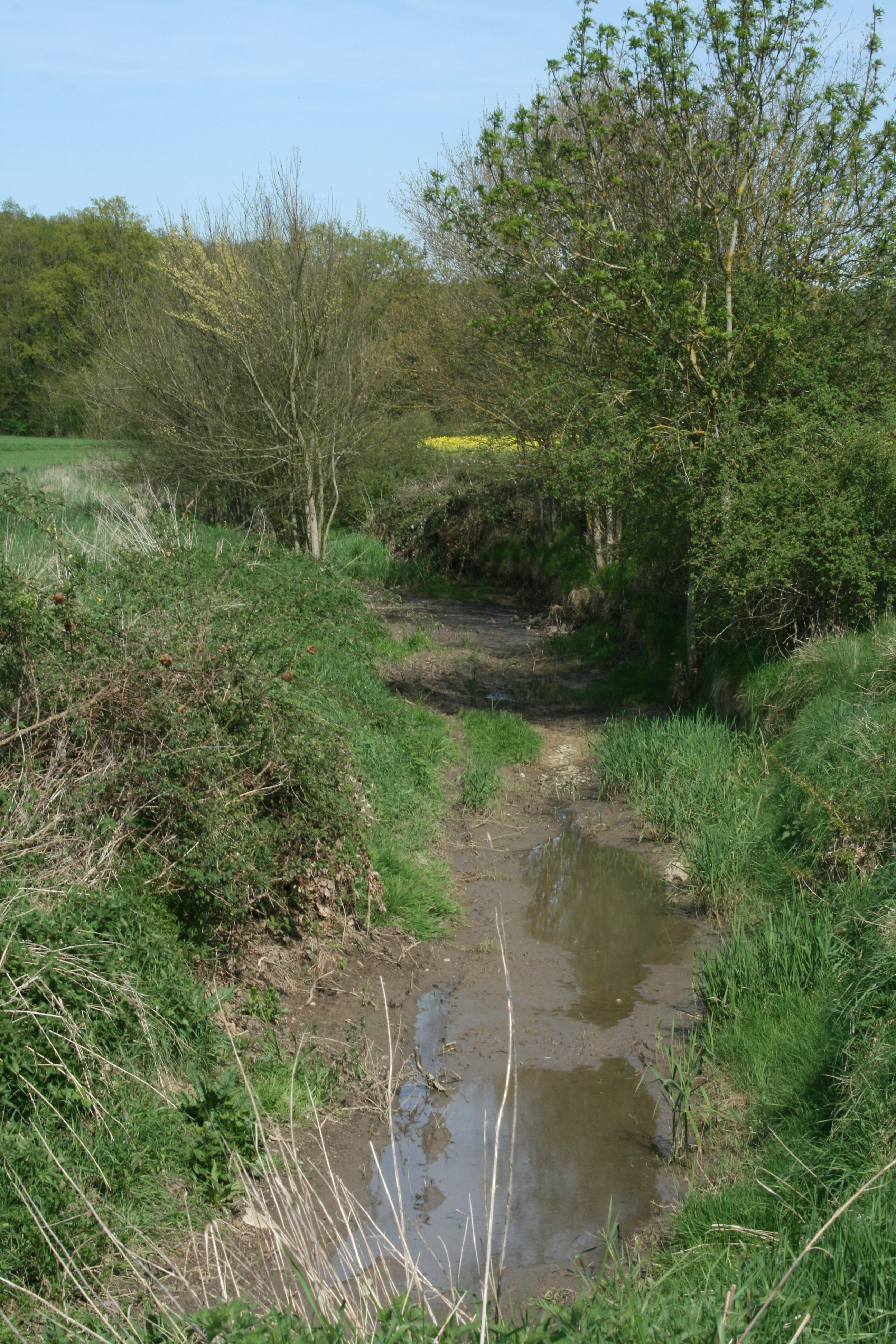
Le lit du Lunain asséché dans la commune de Vaux-sur-Lunain.
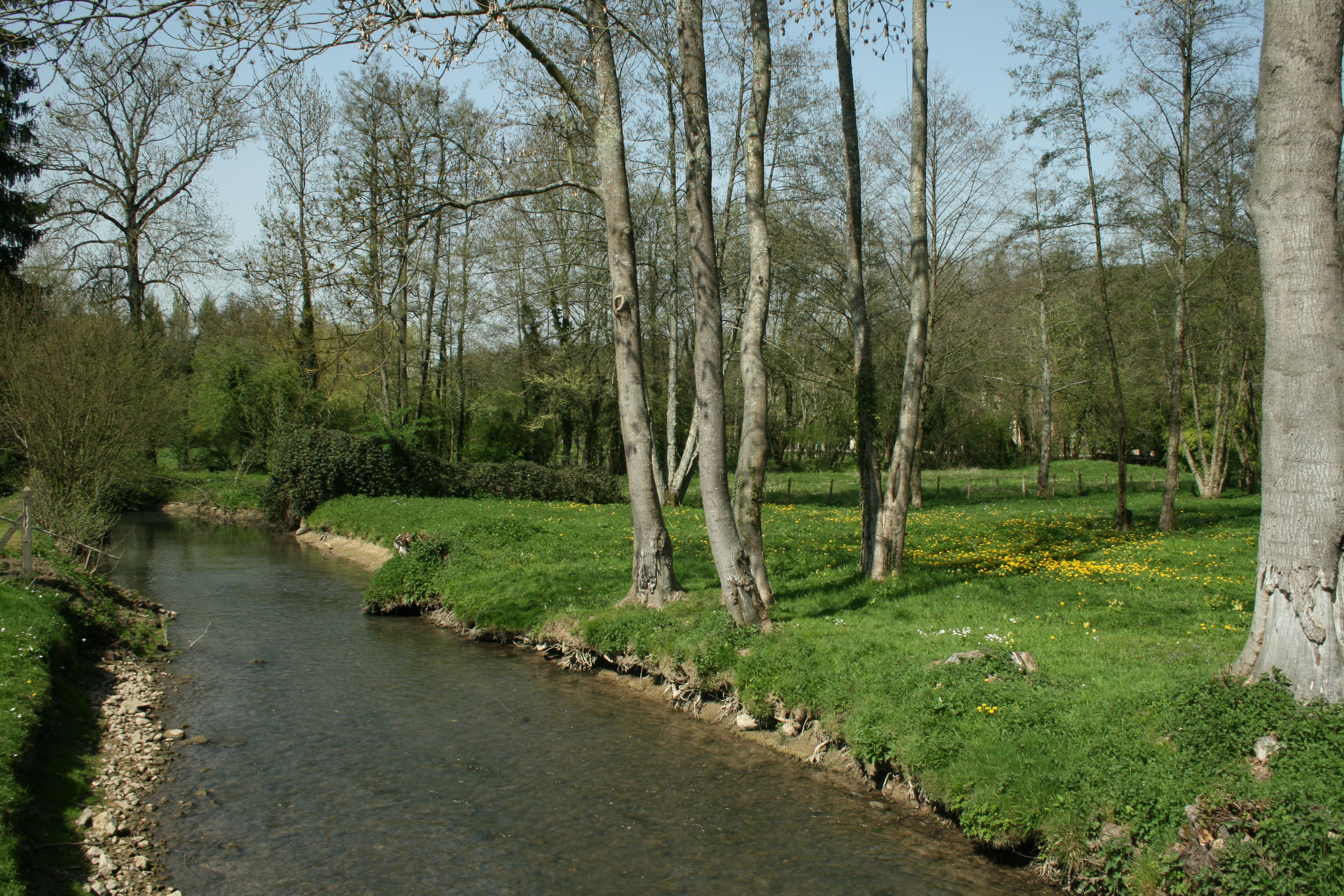
Le Lunain traversant le village de Nanteau-sur-Lunain.
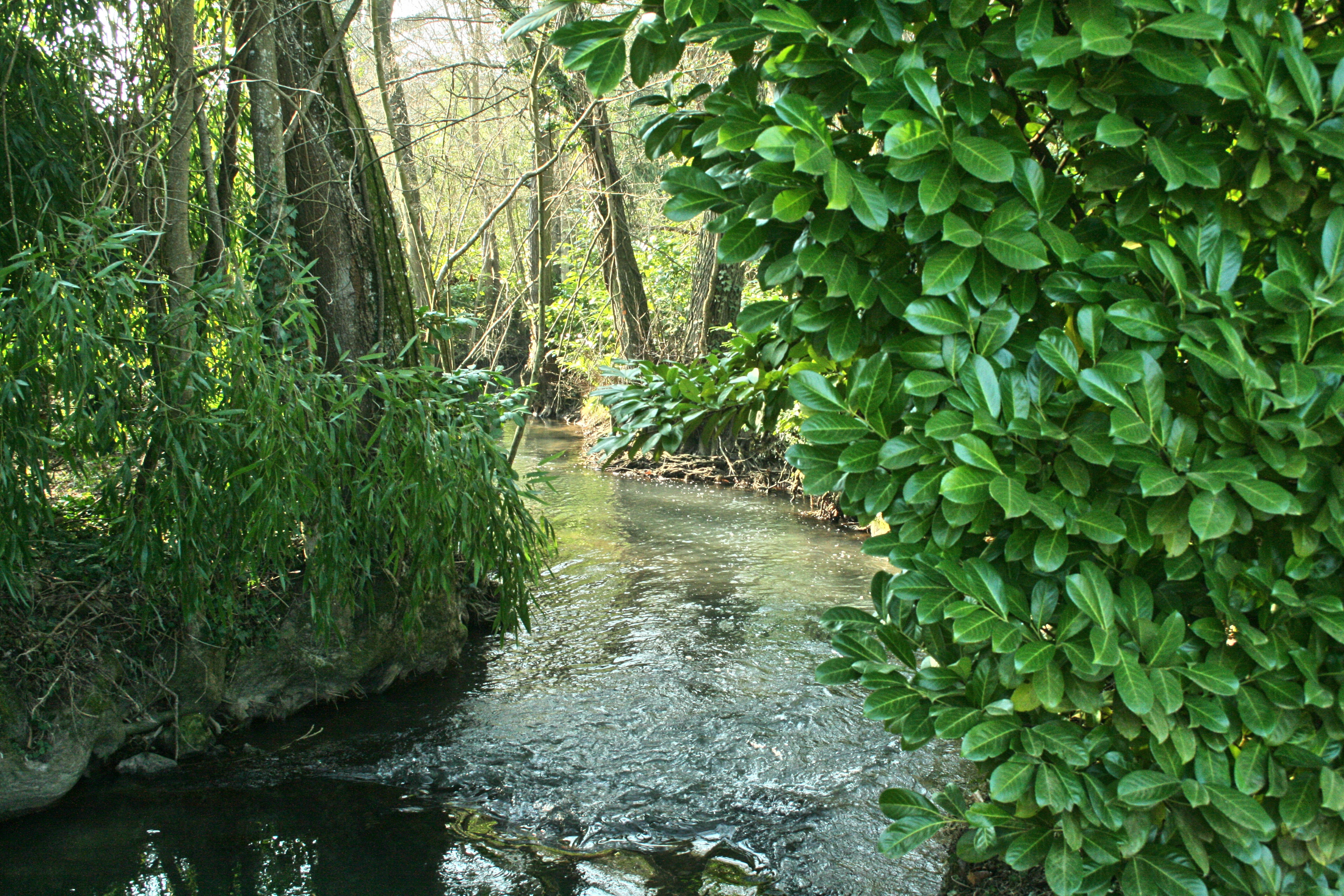
Le Lunain près du village de Treuzy-Levelay.

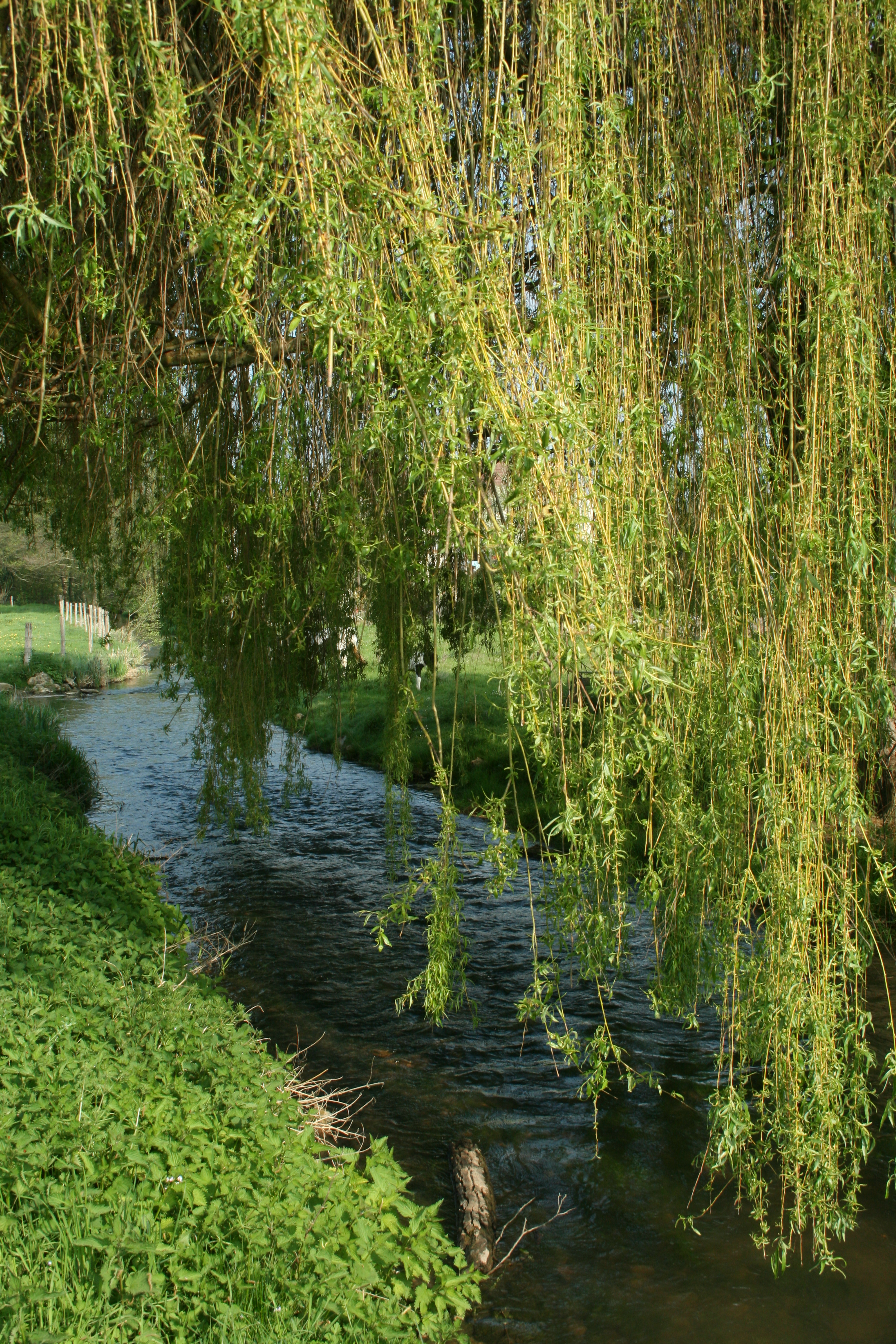
Le Lunain dans le village de Nonville.
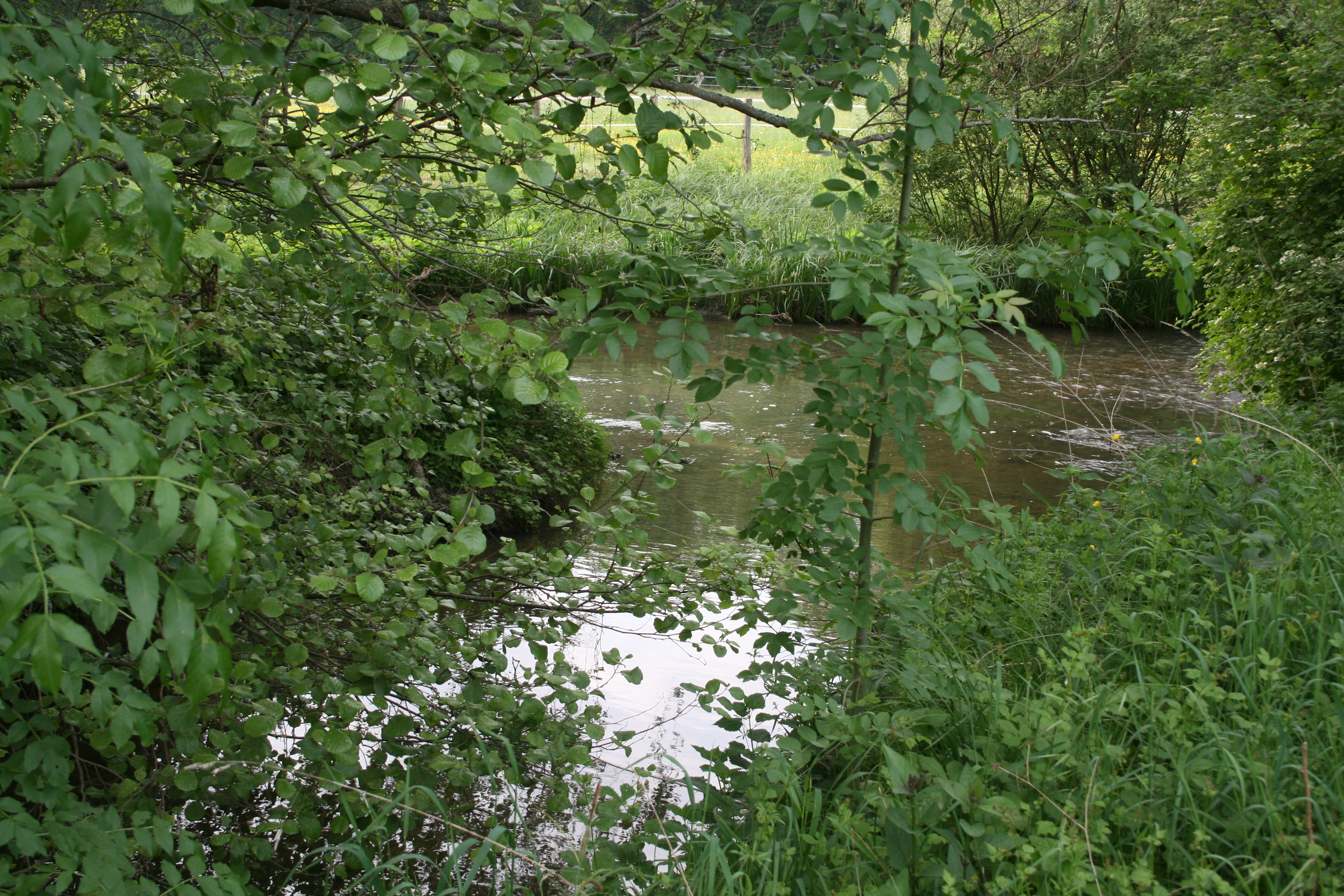
Confluence du Lunain et du Loing à Moret-Loing-et-Orvanne.
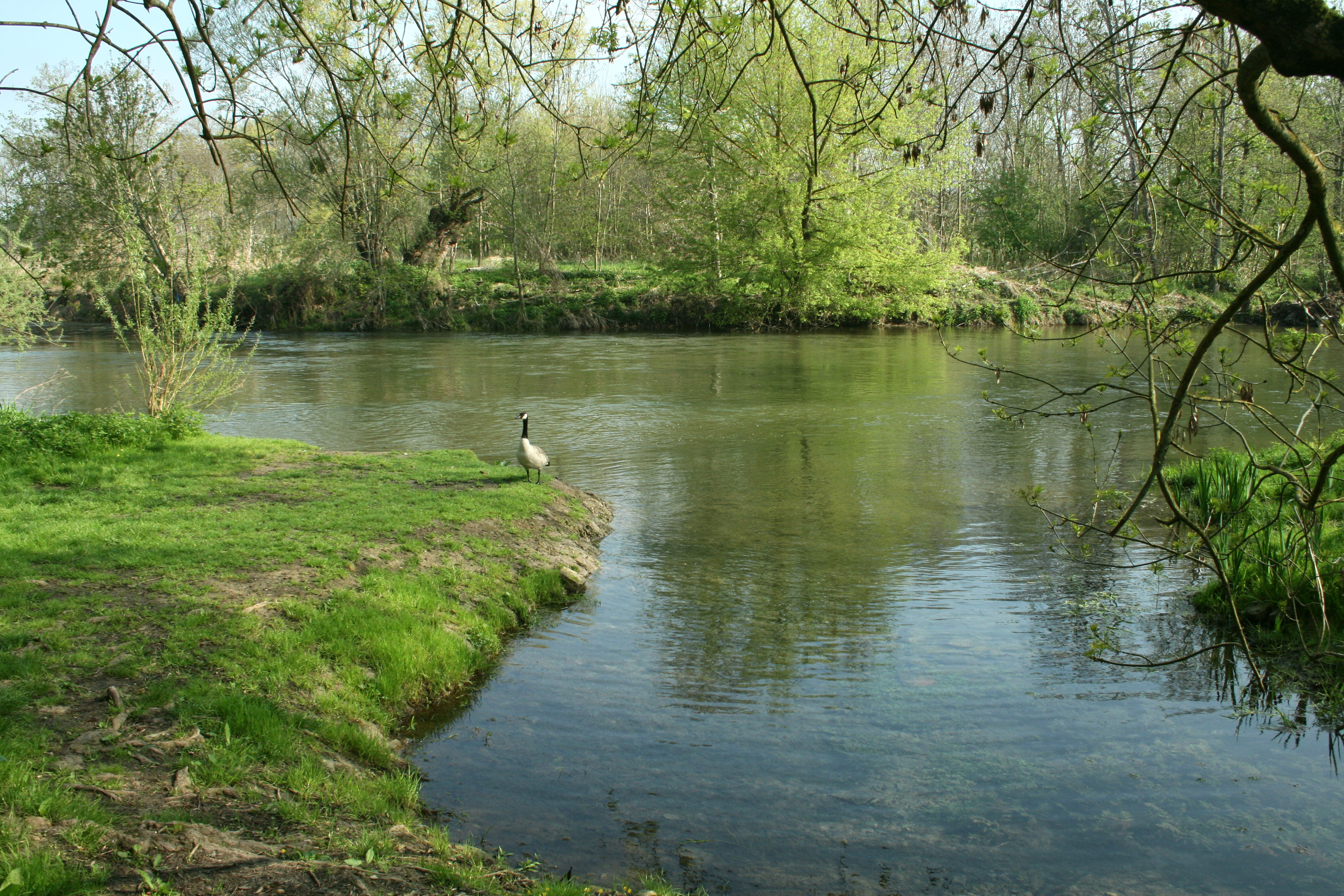
Le Loing à Moret-Loing-et-Orvanne, 100 m après la confluence avec le Lunain (à gauche de l'image).

## Affluents
- Le ruisseau du Colombeau, long de 6,4 km, prend naissance à Villeneuve-la-Dondagre (Yonne) et se jette dans le Lunain à La Belliole (Yonne). Il est appelé ru de Corru et alimente quelques petits étangs avant de prendre le nom de Colombeau environ 1 200 m avant sa confluence avec le Lunain en rive droite.
- Trois petits ruisseaux longs respectivement de 1 km, un peu plus de 2 km, et 1 km (longueurs approximatives), prennent naissance au Sud et au S-E de Saint-Valérien (Yonne) et alimentent le Lunain en rive droite entre La Belliole et Montacher-Villegardin.
- Un ruisseau long d'environ 4 km vient alimenter le Lunain en rive droite entre Montacher-Villegardin et Chéroy (Yonne).
- Un ruisseau long d'environ 2 km arrive dans le Lunain en rive droite à Chéroy.
- Un ruisseau long d'environ 2 km conflue avec le Lunain en rive gauche à Lorrez-le-Bocage.

Plusieurs étangs font partie du bassin versant du Lunain, dont trois étangs en succession sur Montacher-Villegardin : l'étang de Rabotteux (le plus grand des trois), l'étang de l'Ouche et l'étang du Chêne.

Le ruisseau Colombeau
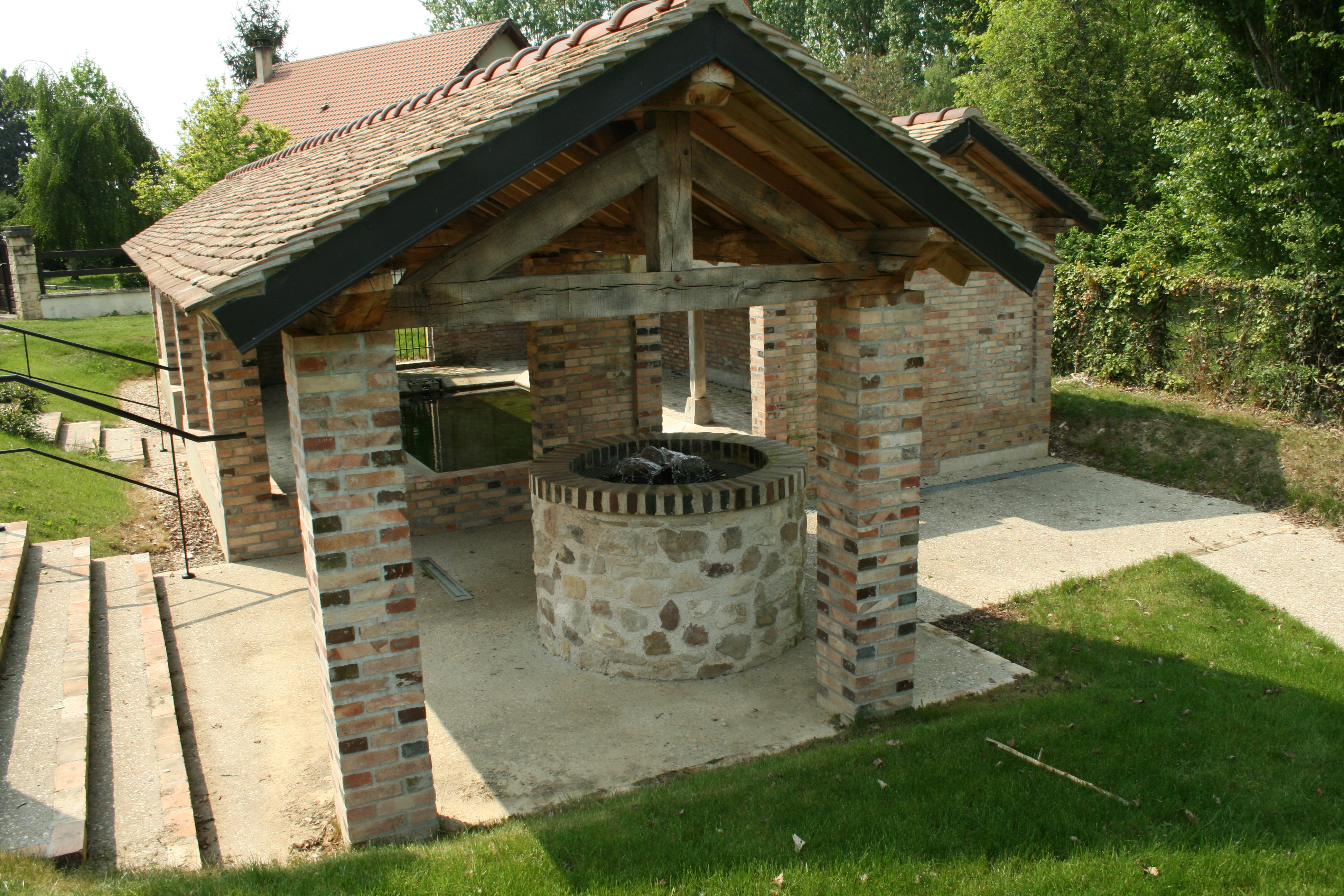
Source du ruisseau Colombeau dans un lavoir rénové à Villeneuve-la-Dondagre, Yonne.
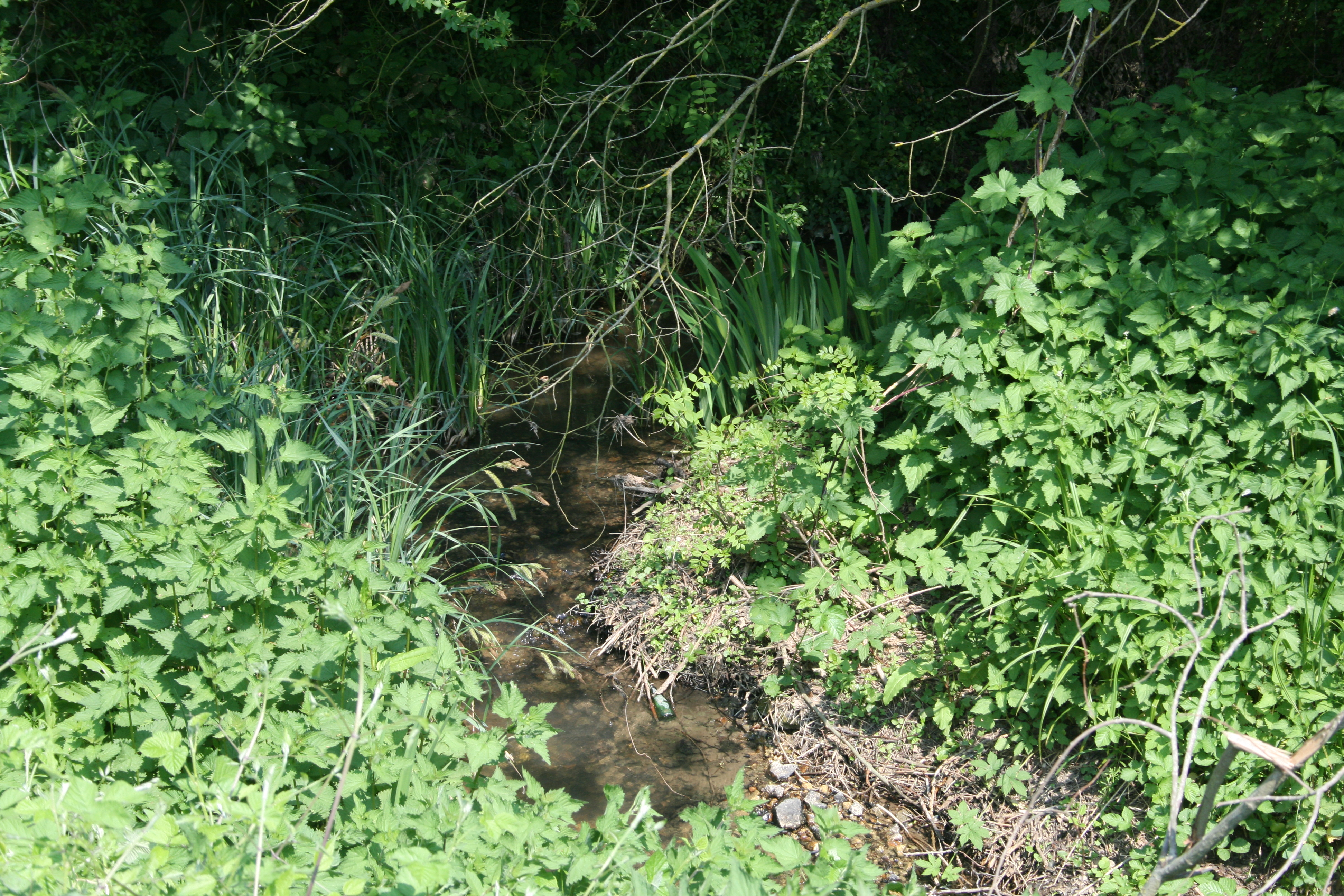
Le ruisseau Colombeau rejoint le Lunain à la Belliole.
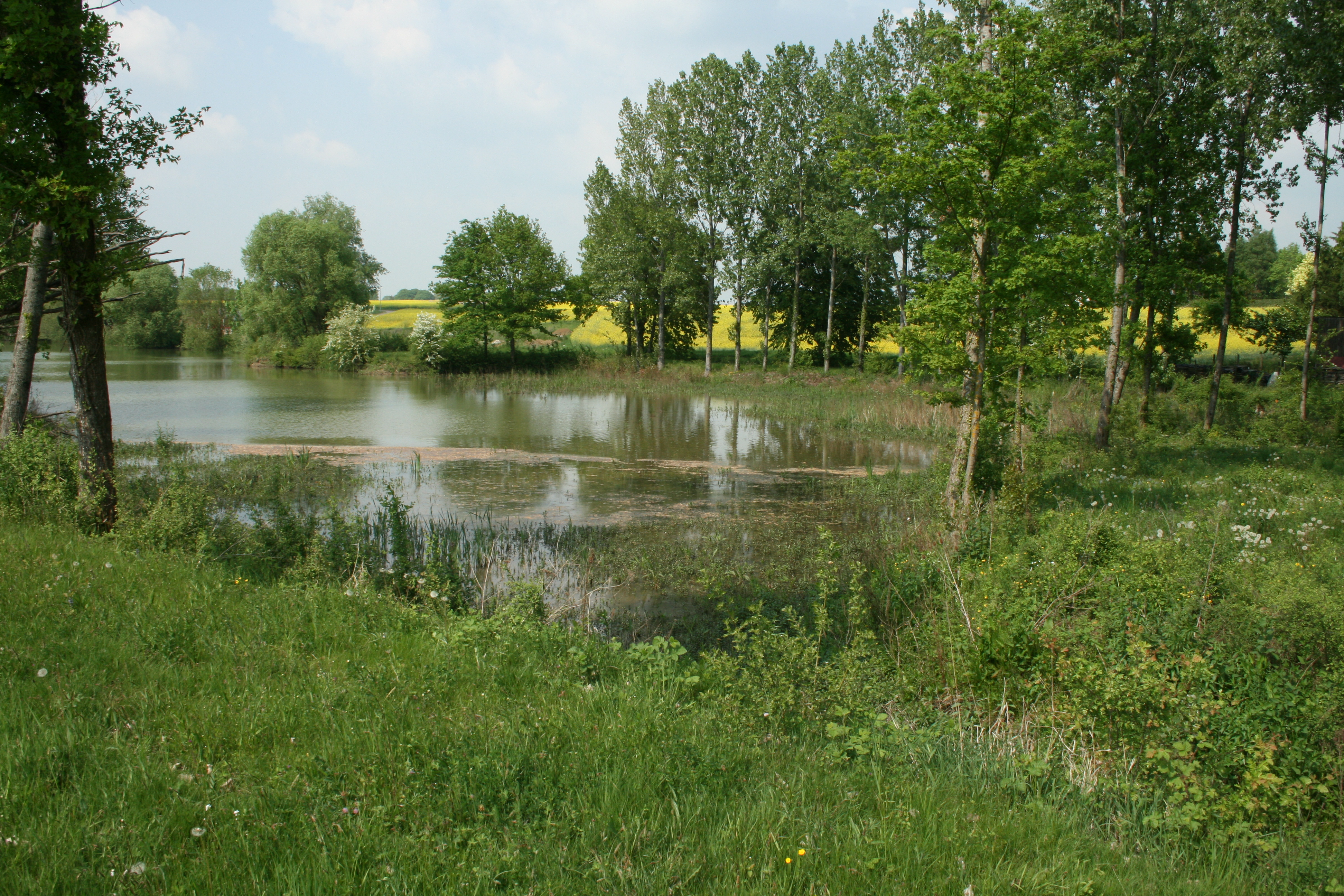
L'étang de Rabotteux, Montacher-Villegardin.

## Hydrologie
Le Lunain est une petite rivière fort peu abondante. Son débit a été observé durant une période de 40 ans (1969-2008), à Épisy, localité du département de Seine-et-Marne située au niveau de son confluent avec le Loing. Le bassin versant de la rivière (soit la totalité de celui-ci) y est de 252 km2.
Le module de la rivière à Épisy est de 0,709 m3/s.
Le Lunain présente des fluctuations saisonnières de débit peu marquées, avec des hautes eaux d'hiver portant le débit mensuel moyen à un niveau situé entre 0,897 et 1,060 m3/s, de janvier à avril inclus (avec un maximum en février, puis mars) ; et des basses eaux d'été se déroulant de juin à octobre, avec une baisse du débit moyen mensuel jusqu'à 0,432 m3/s au mois d'août, ce qui reste solide. D'octobre à janvier, on assiste à une hausse progressive du débit. Mais ces moyennes mensuelles ne sont que des moyennes et cachent des fluctuations plus prononcées sur de plus courtes périodes, et selon les années.
À l'étiage, le VCN3 (débit minimal) peut chuter jusque 0,12 m3/s.
Les crues sont peu importantes. Ainsi le débit instantané maximal enregistré a été de 12,1 m3/s le 31 décembre 2001, tandis que la valeur journalière maximale était de 8,85 m3/s le même jour. Les QIX (débit instantané maximal) 2 et QIX 5 valent respectivement 3,2 et 5,2 m3/s Le QIX 10 est de 6,4 m3/s, le QIX 20 de 7,7 m3/s et le QIX 50 de 9,3 m3/s. D'où il ressort que la crue de décembre 2001, dont mention a été faite, était bien plus que cinquantennale et donc tout à fait exceptionnelle.
Le Lunain est alimenté par un volume de précipitations très faible, comme la plupart du temps dans le bassin du Loing. La lame d'eau écoulée dans son bassin versant est de 90 millimètres annuels, soit moins du tiers de la moyenne d'ensemble de la France, et est très inférieur même à la moyenne du bassin du Loing (148 millimètres). Le débit spécifique (ou Qsp) atteint 2,9 litres par seconde par kilomètre carré de bassin, l'un des plus bas du pays.

## Géologie
De sa source à Montacher-Villegardin selon la carte géologique, ou jusqu'à Chéroy (dans l'Yonne) selon A. Viré, le Lunain creuse un petit ravinement dans la craie sénonienne, avec sur son lit un fond de cailloux et de sable. Viré précise qu'à partir des environs de Montacher jusqu'à Chéroy il rencontre une série de fissures, dans lesquelles il disparaît en partie - d'où l’assèchement de son lit en été sur cette portion de son parcours. Les résurgences commencent à apparaître entre Lorrez et Paley, avec une surabondance de sources captées sur la commune de la Genevraye
De Chéroy à Lorrez-le-Bocage, la craie se recouvre d'argile avec des cailloux roulés. Après Lorrez viennent le calcaire de Beauce et les sables de Fontainebleau (étages tertiaires) que le Lunain ravine plus profondément, engendrant des collines parfois assez abruptes bien qu'elles ne dominent son cours que de 30 à 40 mètres.
La vallée alluviale du Lunain est l'une des ressources en granulats alluvionnaires dans le département de Seine-et-Marne. Toujours dans ce département, il se trouve un gisement d'alluvions anciennes de moyen niveau fait de graves siliceuses polluées (argile), très pauvres en calcaire.

## La préhistoire dans la vallée
La vallée du Lunain a été occupée dès l'Acheuléen ancien. Elle est extrêmement riche en sites néolithiques, dont :
village néolithique de la Roche-au-Diable avec polissoir, vers Tesnière (sur Paley), où de nombreux outils de l'époque ont été trouvés dont une meule à grains et sa molette (pierre servant de pilon) ; aux Closeaux, haches en silex, grès et diorite, et un marteau à trou, et bien d'autres lieux de cette vallée témoignant d'une occupation ancienne (voir aussi les sections « Histoire » des communes concernées).
Noter que jusqu'au Néolithique la rivière atteignait probablement 140 m d'altitude environ, ce qui ne permettait bien sûr pas d'occuper la vallée elle-même ; les vestiges les plus anciens se trouvent sur les plateaux avoisinants. Ainsi on trouve du Moustérien dans les bois du lieu-dit Normandie, en bord de route de Lorrez à Égreville, au sud de la ferme du château de Lorrez ; à la Montagne Sainte-Anne près des gros Ormes ; et à Saint-Ange-le-Viel.
Le Magdalénien, très peu représenté, se trouve aux « Pierrières » près de Lorrez, en mélange avec le Néolithique.
Plusieurs auteurs, dont Edmond Hue et A. Viré, pensent que les chemins tendent à toujours suivre la ligne droite, sauf difficultés majeures de viabilité ; les sépultures, avoisinant forcément les lieux habités, se trouvaient près des grands chemins et sont marquées de mégalithes qui sont donc placés en alignement. Le principal alignement, orienté N. 40° O., jalonne toute la vallée sur 30 km de long et comprend la Pierre Aiguë d'Égriselles, la Pierre Pointe de Montacher, la Borne blanche de Villegardin, la Grande Borne de Villebéon et Lorrez, la Pierre Levée de Préaux, la Grande et la Petite Pierre Frite sur Nanteau et la Pierre à Blin (Treuzy-Levelay), soit huit mégalithes, dont seulement quatre sont encore debout en 1926.
Un autre alignement comprenant six mégalithes, orienté N. 25° O, inclut le menhir de Chevannes (Loiret), la Pierre aux Aiguilles (Nanteau-sur-Lunain), l'une des Pierres de Saint Barthélémy (Treuzy), la Haute Borne et la Pierre Levée du Moque Baril (tous deux à Nonville), et la sépulture de Pleignes (La Genevraye). Une voie romaine de second ordre (via vicinalis) reprend une partie du même chemin : elle est conservée partiellement près de la Cave aux Fées (Paley), se détache à Montacher de la grande voie de Sens à Orléans, suit en grande partie la vallée du Lunain, et aboutit au Loing en face de Montigny où existait un gué antique.
À Chevry-en-Sereine (en rive droite du Lunain, limitrophe de Vaux-sur-Lunain au nord) se trouvent des rochers gravés de cupules et de cavités pédiformes (le même genre de gravures sur le « rocher aux pieds » à Nanteau-sur-Essonne s'est révélé être un ensemble de marqueurs solaires).

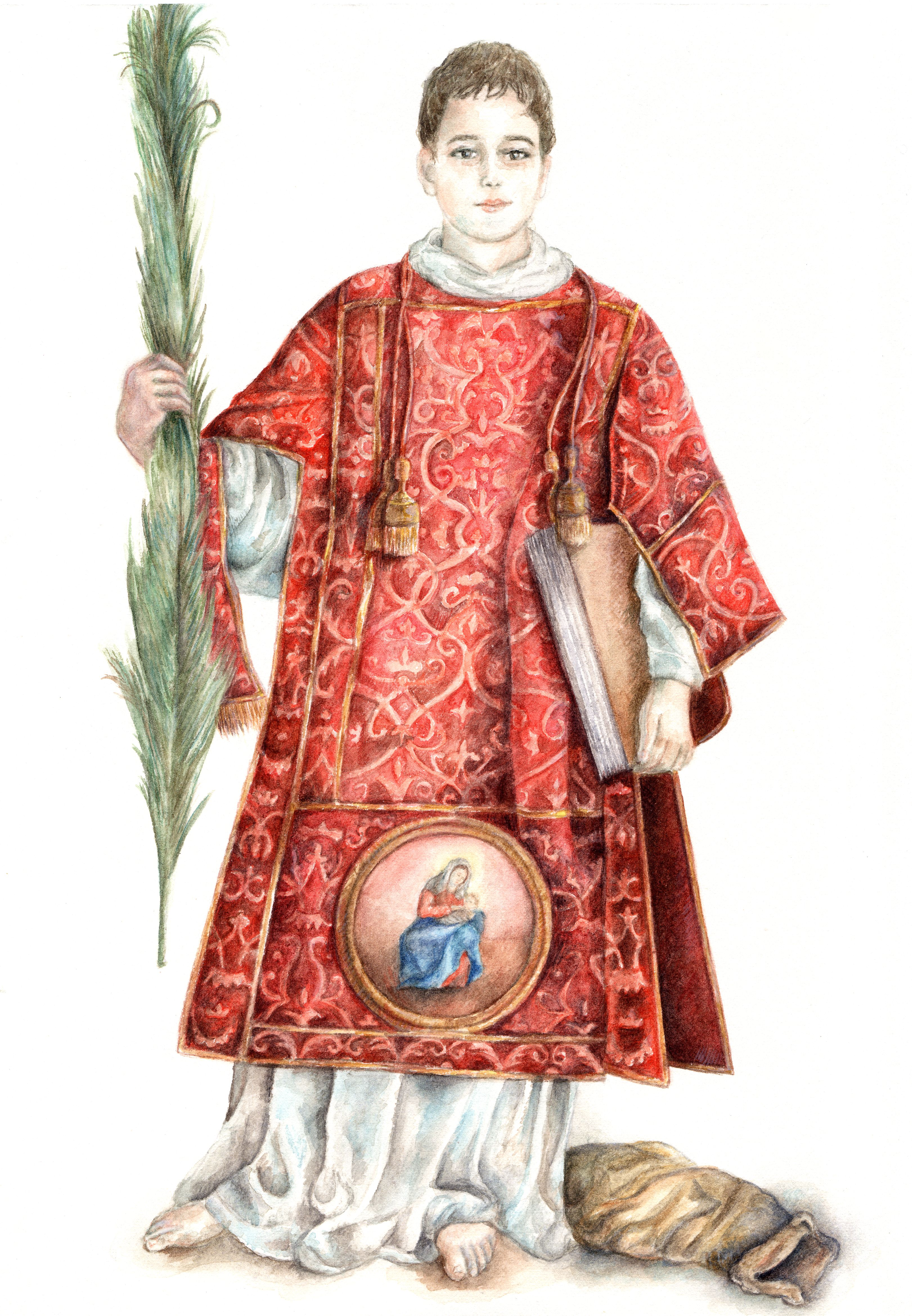
Saint Césaire diacre, invoqué contre les inondations des rivières (en particulier le Lunain).

## Sites touristiques
Les châteaux de Lorrez-le-Bocage-Préaux et Nanteau-sur-Lunain. La belle pièce d'eau du château de Nanteau est alimentée directement par le Lunain. Césaire diacre de Terracina, saint patron de Nanteau-sur-Lunain, est invoqué contre les inondations des rivières (en particulier le Lunain).

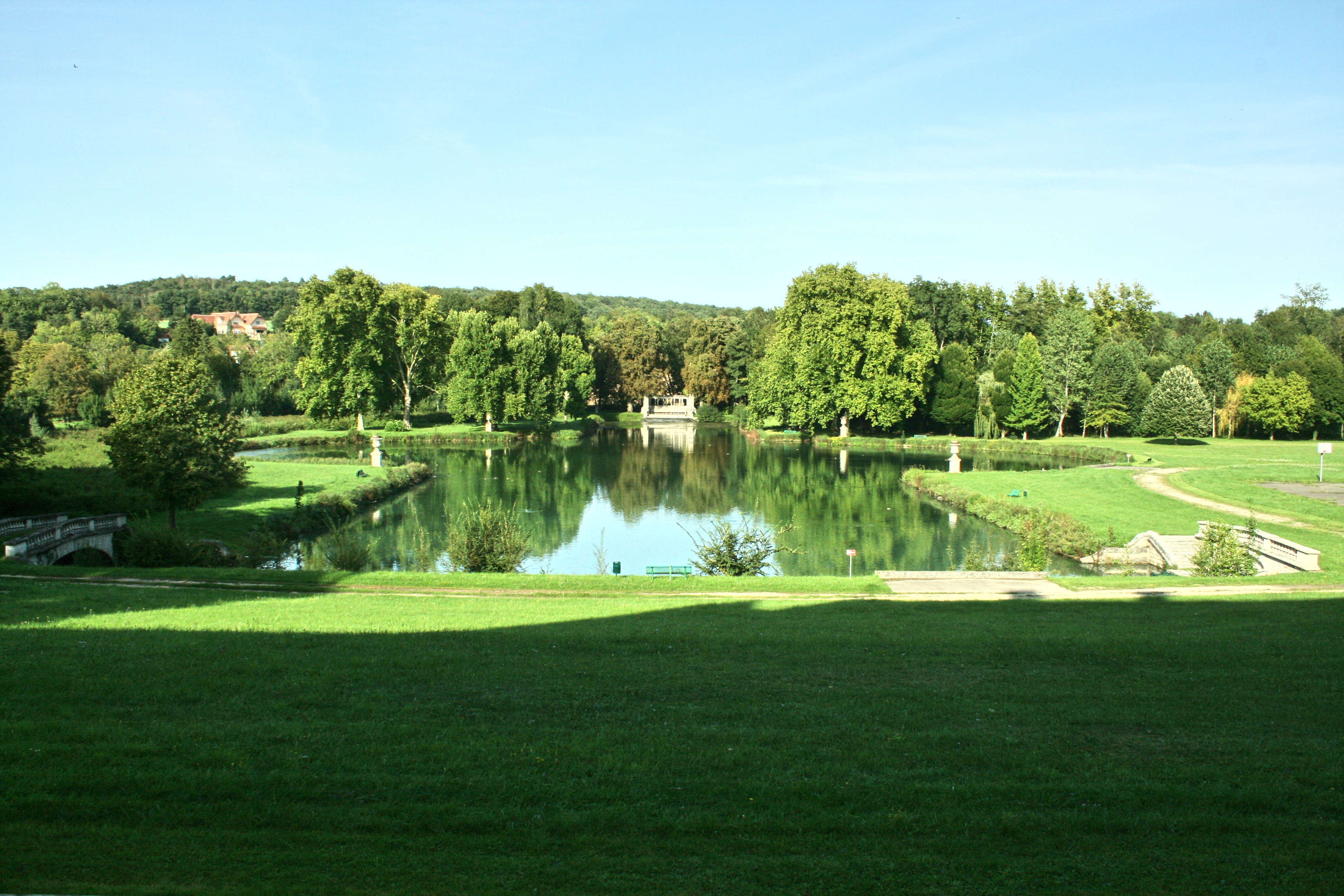
Pièce d'eau du château de Nanteau-sur-Lunain.

Montacher-Villegardin : château de Vertron (XVIIe s.), menhir de la Pierre-Pointe.